# 永盛町
永盛町（ながもりまち）は福島県安積郡にかつて存在した町である。

## 地理
- 現在の郡山市の南部に位置する。
- 町は阿武隈川の西岸に位置する。

## 歴史

### 町域の変遷
- 1889年（明治22年）4月1日 - 町村制施行により、日出山村・笹川村・荒井村が合併し安積郡永盛村が発足。
- 1943年（昭和18年）10月1日 - 永盛村は町制施行し永盛町となる。
- 1954年（昭和29年）12月10日 - 永盛町は豊田村と合併し安積町が発足。永盛町は消滅。

変遷表
| 1868年 以前 | 1868年 以前 | 明治9年      | 明治12年 | 明治22年 4月1日 | 昭和18年 10月1日 | 昭和29年 12月10日 | 昭和40年 5月1日 | 現在   |
| ----------- | ----------- | ------------ | -------- | --------------- | ---------------- | ----------------- | --------------- | ------ |
|             | 日出山村    | 永盛村の一部 | 日出山村 | 永盛村          | 町制             | 安積町            | 郡山市          | 郡山市 |
|             | 笹原村      | 永盛村の一部 | 日出山村 | 永盛村          | 町制             | 安積町            | 郡山市          | 郡山市 |
|             | 笹川村      | 永盛村の一部 | 笹川村   | 永盛村          | 町制             | 安積町            | 郡山市          | 郡山市 |
|             | 荒井村      | 豊田村の一部 | 荒井村   | 永盛村          | 町制             | 安積町            | 郡山市          | 郡山市 |

## 大字
- 日出山（ひでのやま）
- 笹川（ささがわ）
- 荒井（あらい）

## 人口・世帯

### 人口
総数 [単位： 人]
| 1889年（明治22年） | 1,946 |
| 1920年（大正 9年） | 2,569 |
| 1935年（昭和10年） | 3,431 |

### 世帯
総数 [単位： 世帯]
| 1920年（大正 9年） | 447 |
| 1935年（昭和10年） | 591 |

## 交通（廃止直前）

### 鉄道
- 日本国有鉄道（ → 東日本旅客鉄道）
  - ■東北本線、■水郡線
    - 安積永盛駅

### 道路
- 一級国道
  - 国道4号
- 二級国道
  - 国道115号（ → 国道49号）